# Schloss Heitzenhofen

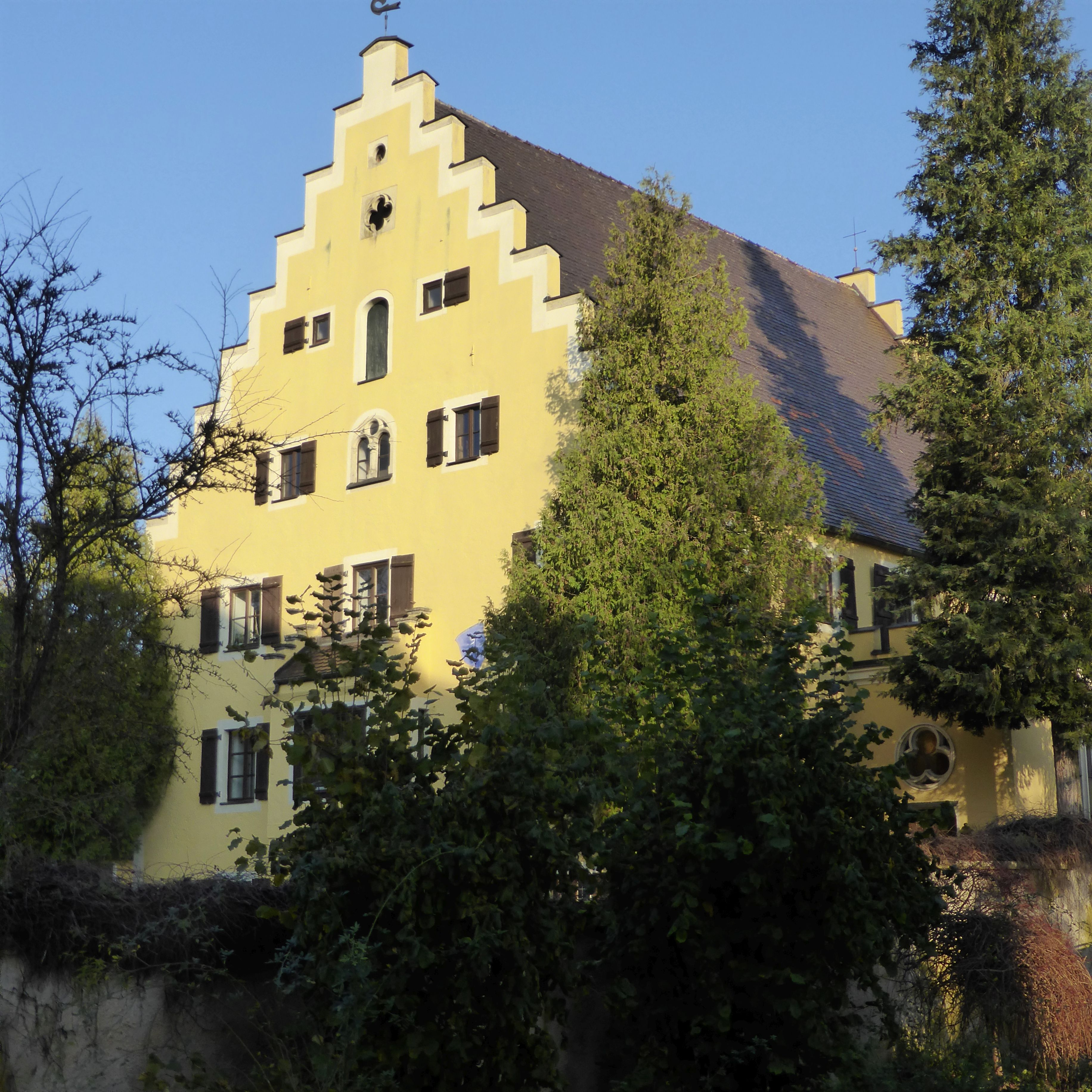
Hofmarkschloss Heitzenhofen

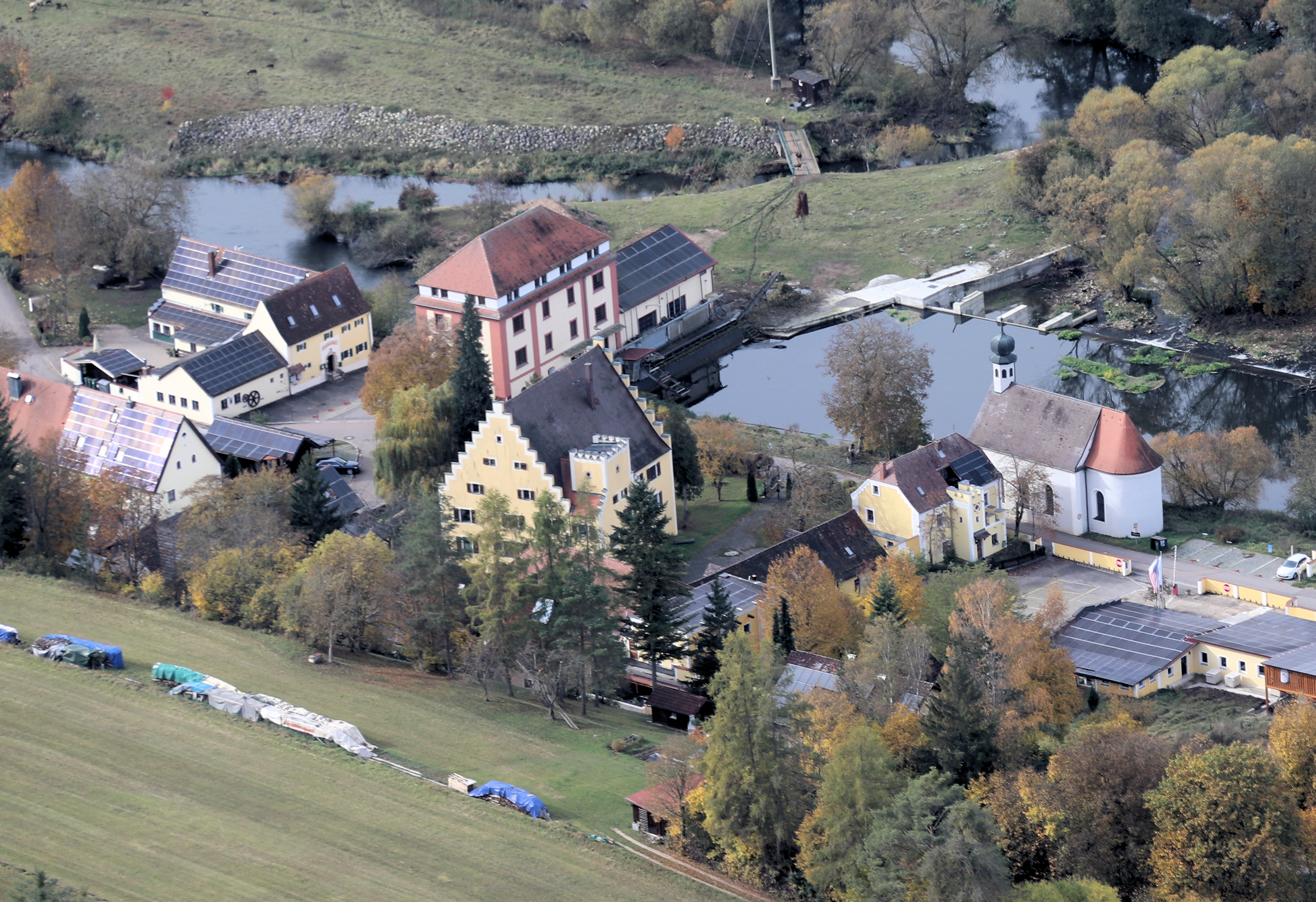
Heitzenhofen (2023)

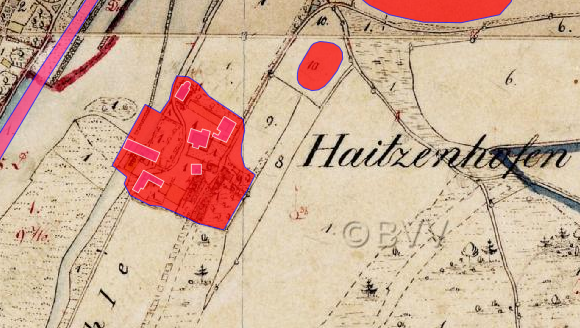
Lageplan von Schloss Heitzenhofen auf dem Urkataster von Bayern

Das Schloss Heitzenhofen liegt im Ortsteil Heitzenhofen der Gemeinde Duggendorf im Oberpfälzer Landkreis Regensburg in Bayern (Naabstraße 5). Die Anlage ist unter der Aktennummer D-2-61-000-479 als denkmalgeschütztes Baudenkmal von Heitzenhofen verzeichnet. Ebenso wird sie als Bodendenkmal unter der Aktennummer D-3-6837-0249 im Bayernatlas als „archäologische Befunde im Bereich des ehem. Hofmarks- bzw. Hammerschlosses und der Kath. Filialkirche St. Wolfgang, ehemals Schlosskapelle, in Heitzenhofen, darunter die Spuren von Vorgängerbauten bzw. älterer Bauphasen sowie eines spätmittelalterlichen bzw. frühneuzeitlichen Eisenhammers“ geführt.

## Geschichte
Im 15. Jahrhundert ist hier Albrecht von Murach zu Guteneck, Richter und  Pfleger zu Burg Lengenfeld, nachgewiesen, der eine Mühle von dem Frauenkloster Niedermünster erkauft. Seine Ehefrau war Anna Blandina von Porau.
1459 kauft Hans Moller den Hof und das Fischwasser zu Heitzenhofen von dem früheren Besitzer. Hans Moller hatte bereits 1449 mit seinem Bruder Albrecht das Hammerwerk Loch betrieben. Dieser Moller durfte mit Erlaubnis der Herzöge Sigmund und Johann hier 1460 einen Schleifhammer errichten.  1486 übernahm Ulrich Moller  die Hammermühle. Seine Ehefrauen waren Barbara Beer und dann Elsbeth von Eckh. 1511 betreibt Lorenz Moller den Hammer; zudem wurde er durch Einheirat Bergwerkbesitzer in Amberg. 1527 wurde Heitzenhofen an Wolf Moller zu Hochdorf verkauft. Dessen Ehefrauen waren Anna Berta Grueber und danach Ursel Kersdorfer. 1541 kam Heitzenhofen an Lorenz Moller. Seine Ehefrau war Katharina Kastner von Schnaitenpach (* 1516, † 1582); nach dem Tod des Lorenz heiratete sie den Polley Probst von Hochdorf. Dieser ließ 1563 eine Brücke  über die Naab errichten.
1566 ging der Besitz an Jörg Moller zu Haitzenhofen und Hochdorf, den ältesten Sohn des Lorenz Moller, über. Seine Ehefrauen waren Martha Altmann von Vilswert, Ursel Tumer von Pruckberg  und dann Anna Katharina Leokadie, geborene Teuffel von Pirkensee. Jörg erhielt 1576 die Erlaubnis, ein Brauhaus zu errichten und die Fischerei an der Naab auszuüben. 1580 konnte ein Sulzbacher Bürgermeister den Hammerwerksbesitzer zur Herstellung von Blech zu bewegen. Er war auch im Rahmen einer Gewerkenschaft zusammen mit dem Beratzhausener Pfleger Leonhard von Kemnath an dem Eisenabbau in Kallmünz beteiligt; 1625 wurde Eisen aus der Region Sulzbach verarbeitet. Das Hammerwerk war eines der größten an Vils und Naab; 1581/82 bezog das Werk 470 t und 1596/95 537 t Erz aus Amberg. 
1610 erklären die Vormünder der sechs hinterlassenen Kinder des verstorbenen Jörg, Wolf Baltahsar von Teufel von Pirkensee und Hans Jörg von Gutenberg, ihre Pflicht zu thun. 1617 erklärt Friedrich Georg Moller, seine Pflicht zu tun; 1618 bittet er um den Freiheitsbrief für sein Landsassengut Heitzenhofen. 1646 wird hier Wolfgang Wilhelm Moller genannt. 1664 erklärt Wolfgang Balthasar Moller, Sohn des Wolfgang Wilhelm Moller († um 1663) seine Pflicht zu tun; er musste dabei seine beiden Schwestern auszahlen. Wolfgang Balthasar Moller heiratete die Elisabeth Katharina, Erbtochter des Pflegers Hans Christoph Schertel von Untermantel, der dort einen Eisenhammer besaß. Nach dem Tode der Ehefrau († 1676) blieb Moller im Besitz des erheirateten Gutes. Er vermählte sich nochmals mit Eva Hundt von Saxenhof, starb aber selber bald und ohne Leiberben. Nach dem Dreißigjährigen Krieg stand der Hammer in Heitzenhofen still und die Eisenproduktion wurde auch später nicht mehr aufgenommen. 
1668 ging das Gut auf dem Kaufweg an Margareta Maria Elisabeth, Erbmarschallin von  Pappenheim über. Diese verkauft das Anwesen bereits 1669 an Siegmund Friedrich von Kuchler von Jochenstein. Dessen Sohn Ignaz von Kurchler durfte 1693 hier ein Sägewerk errichten. Auf diesen folgten 1734 Franz Fabian Freiherr von Strahl und 1753 Johann Freiherr von Strahl. Nach diesem kam Heitzenhofen 1782 an die Muracher, und zwar an den kurbayerischen Kämmerer Wilhelm Freiherr von Murach. Von diesem übernahm seine Witwe 1791 durch ihren Anwalt Seel Heitzenhofen.
Dann übernahmen die Freiherren von Oberndorf die Mühle und das zwischenzeitlich erbaute Schloss. Heitzenhofen war 1812 ein Patrimonialgericht II. Klasse im Landgericht Regenstauf, Inhaber war Graf von Oberndorf. 1818 erscheint die Gemeinde Heitzenhofen im Landgericht Regenstauf. Graf von Oberndorff kaufte 1823 die ganze Hofmark Großheitzenhofen (es gehörten damals auch die Ortschaften Judenberg, Mühlschlag, Weyerhäusl und Zargütl dazu). Danach wurde Heitzenhofen zerschlagen und ging in bäuerlichen Besitz über. Heutige Besitzer von Schloss Heitzenhofen sind die Sarferts.

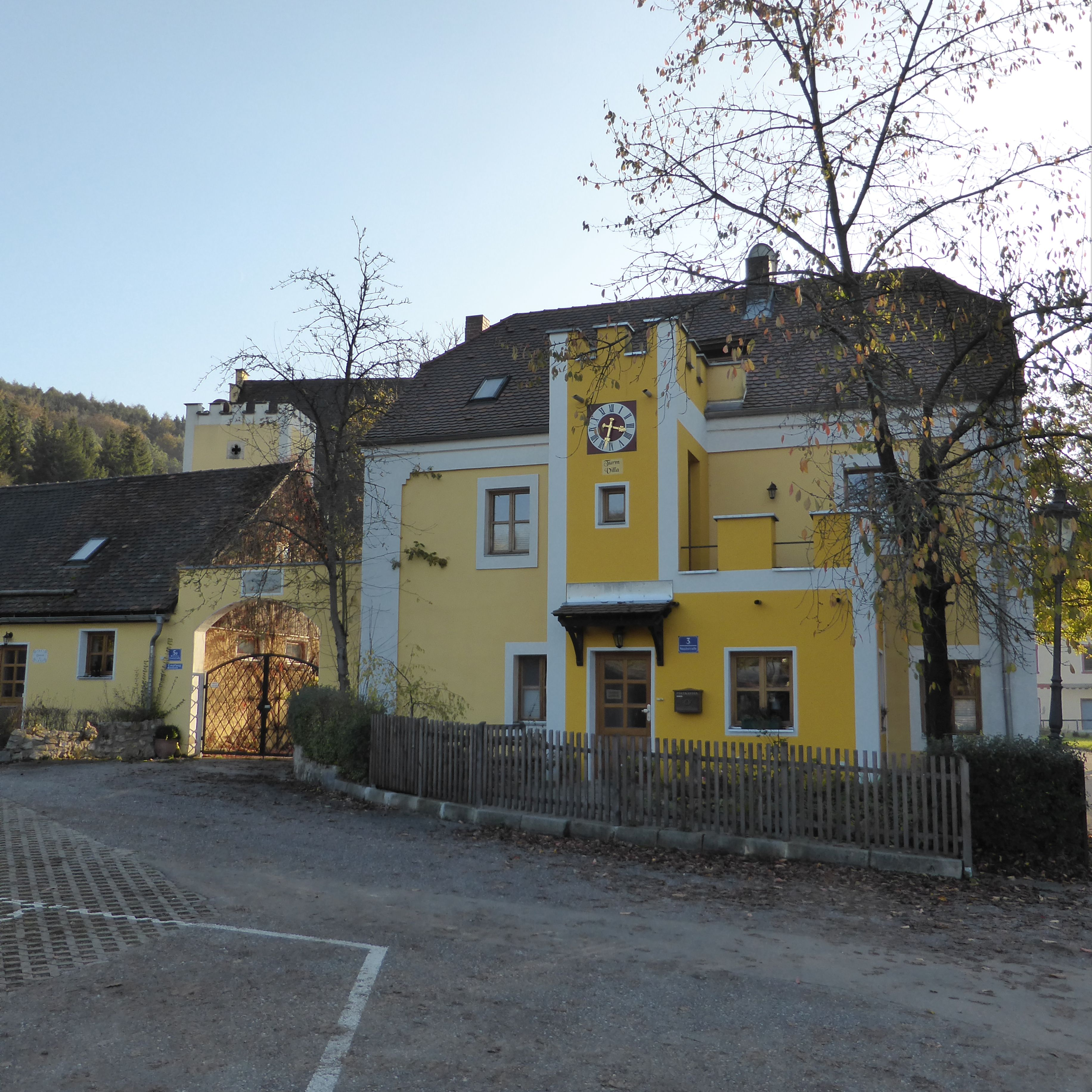
Hofmarkschloss Heitzenhofen – Hotelanbau

## Schloss Heitzenhofen heute
Das Schloss ist heute ein dreigeschossiger und giebelständiger Satteldachbau mit einem Treppengiebel. Das Hauptgebäude besitzt ein steiles Dach mit einem Staffelgiebel.
Ein Eingangsvorbau ist mit einer Altane und einem zinnenbekränzten Turm ausgestattet. Das Gebäude ist im Kern spätmittelalterlich, 1899 wurde es neugotisch umgebaut.
Zu dem Schloss gehören ein Stadel und eine Remise; dieser ist ein traufständiger Halbwalmdachbau mit einem Zwerchgiebel aus dem 18. Jahrhundert. Die Hammermühle Heitzenhofen wurde Anfang des 20. Jahrhunderts durch eine Getreidemühle ersetzt. Heute wird hier eine Wasserkraftanlage zur Stromerzeugung verwendet. Neben der Anlage liegt die Schlosskapelle St. Wolfgang (Heitzenhofen).

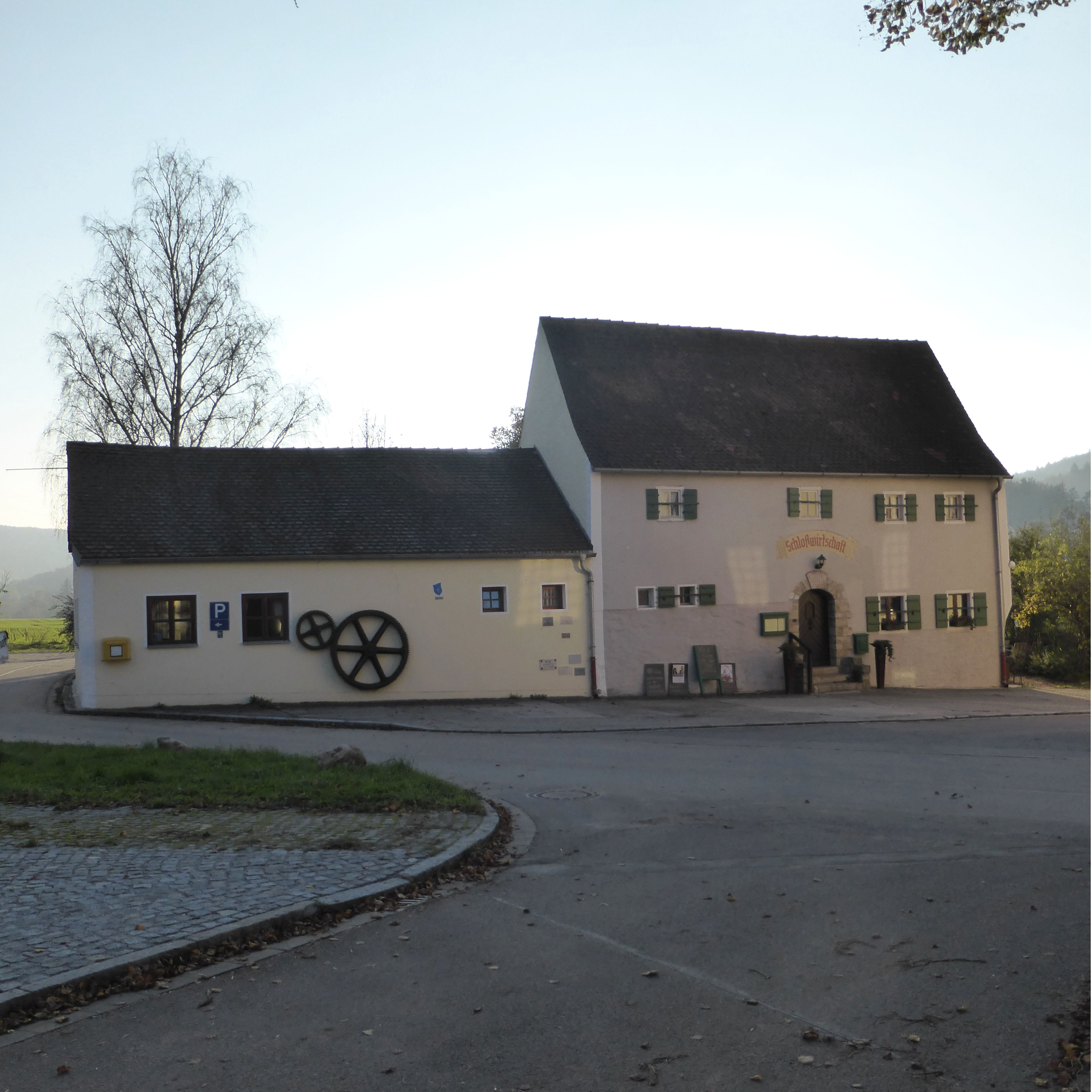
Schlosswirtschaft Heitzenhofen

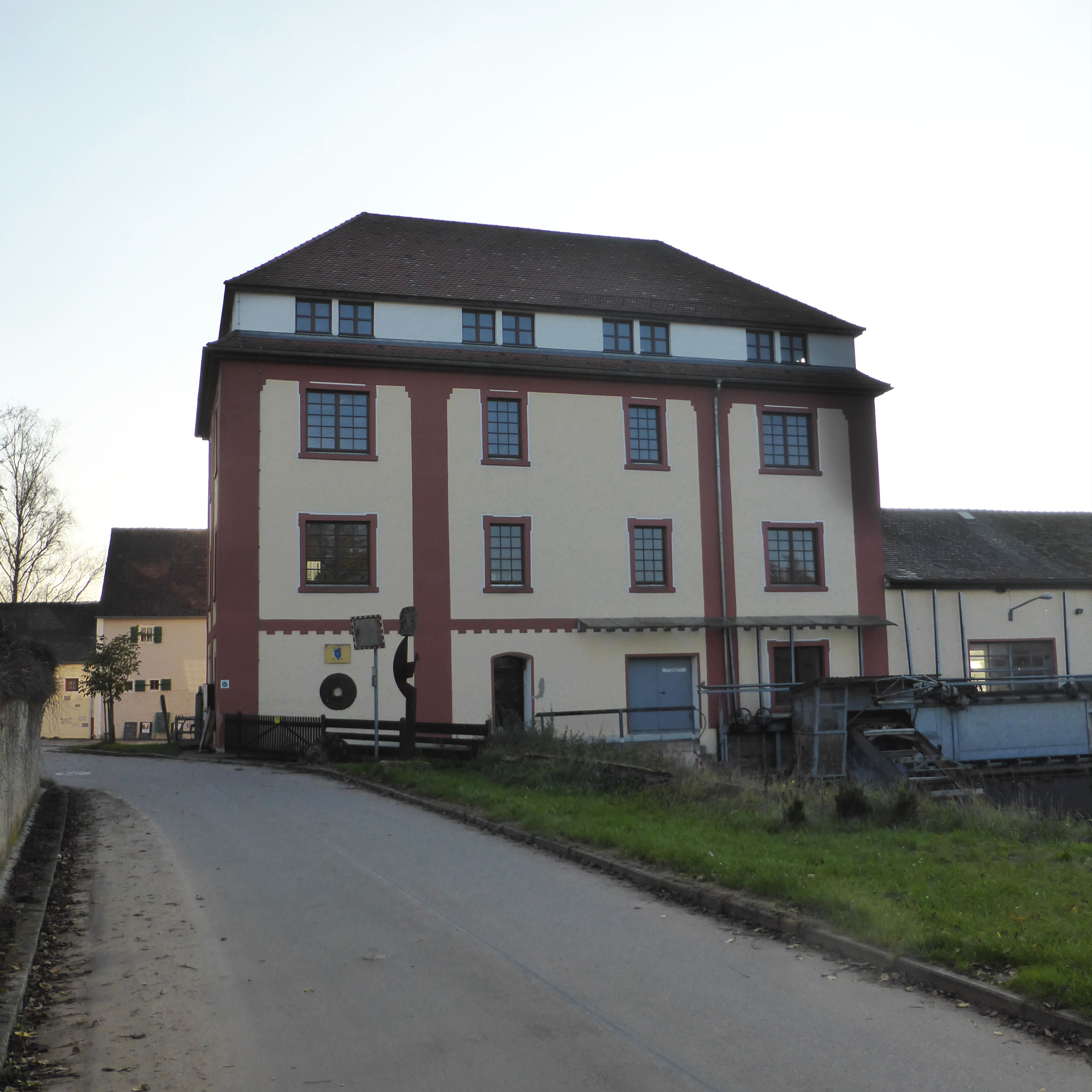
Elektrizitätswerk Heitzenhofen

Heute ist hier das Hotel Schlossresidenz Heitzenhofen untergebracht, das von Martin und  Stephanie Sarfert betrieben wird. Nebenan liegt die Schlosswirtschaft Heitzenhofen, die am 13.  Januar 2018 von Christian Streier übernommen wurde. Zu dem Ensemble gehört auch noch ein Wasserkraftwerk, in dessen oberen Stockwerken eine Künstlergalerie untergebracht ist.